# NGC 7497

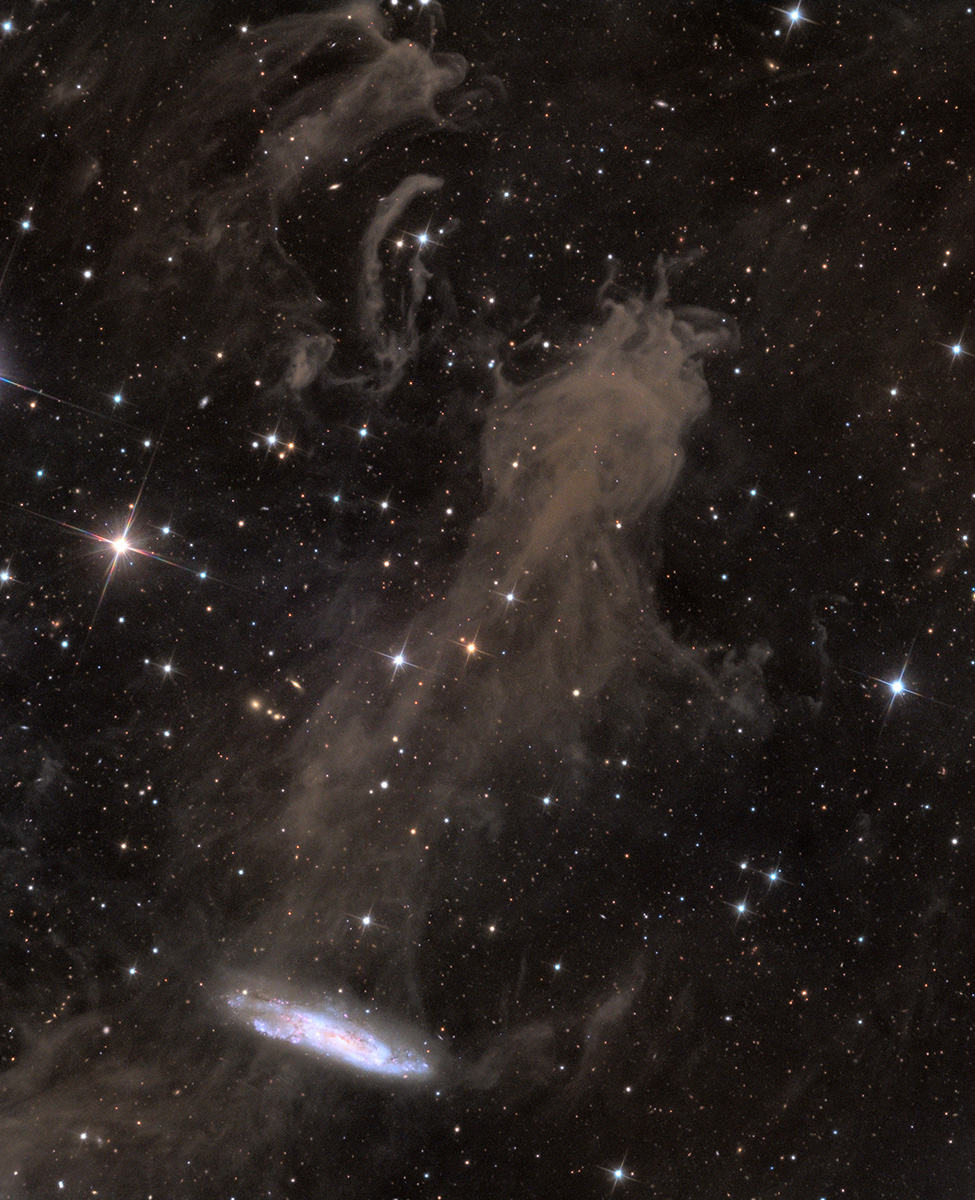
NGC 7497 imagée par Adam Block (Observatoire du mont Lemmon/Université de l'Arizona). Le panache grisâtre visible sur l'image est le nuage interstellaire MBM 54 situé dans notre galaxie, donc beaucoup plus proche de nous que ne l'est NGC 7497.

NGC 7497 est une galaxie spirale barrée cotonneuse située dans la constellation de Pégase. Sa vitesse par rapport au fond diffus cosmologique est de 1 344 ± 26 km/s, ce qui correspond à une distance de Hubble de 19,8 ± 1,4 Mpc (∼64,6 millions d'al). NGC 7497 a été découverte par l'astronome germano-britannique William Herschel en 1784.
La classe de luminosité de NGC 7497 est VI et elle présente une large raie HI. Selon la base de données Simbad, NGC 7497 est une galaxie candidate au titre de galaxie active.
En raison d'une brillance de surface égale à 14,38 mag/am2, on peut qualifier NGC 7497 de galaxie à faible brillance de surface (LSB en anglais pour low surface brightness). Les galaxies LSB sont des galaxies diffuses (D) avec une brillance de surface inférieure de moins d'une magnitude à celle du ciel nocturne ambiant.
À ce jour, 21 mesures non basées sur le décalage vers le rouge (redshift) donnent une distance de 17,838 ± 3,805 Mpc (∼58,2 millions d'al), ce qui est à l'intérieur des valeurs de la distance de Hubble.

## Masse de NGC 7497
Selon un article publié en 2022, la masse de gaz froid de NGC 7497 est égale à (1,13 ± 0,14) × 109 {\displaystyle M_{\odot }}, ce qui représente une fraction égale à 0,217 ± 0,027 de la masse de la galaxie. Ces données permettent de calculer la masse de la galaxie, calcul qui donne une masse de (5,21 ± 1,30) × 109 {\displaystyle M_{\odot }}.

## Groupe de NGC 7497
Selon A. M. Garcia, NGC 7497 est membre d'un groupe de galaxies qui porte son nom. Le groupe de NGC 7497 comprend au moins 5 galaxies, soit NGC 7497, MCG 3-59-5 et les galaxies UGC 12344, 12347 et 12351 de l'Uppsala General Catalogue.